# Hlothhere del Kent
Hlothhere (in antico inglese Hloþhere; ... – 6 febbraio 685) regnò sul Kent dal 673 al 685, succedendo a suo fratello Ecgberht.

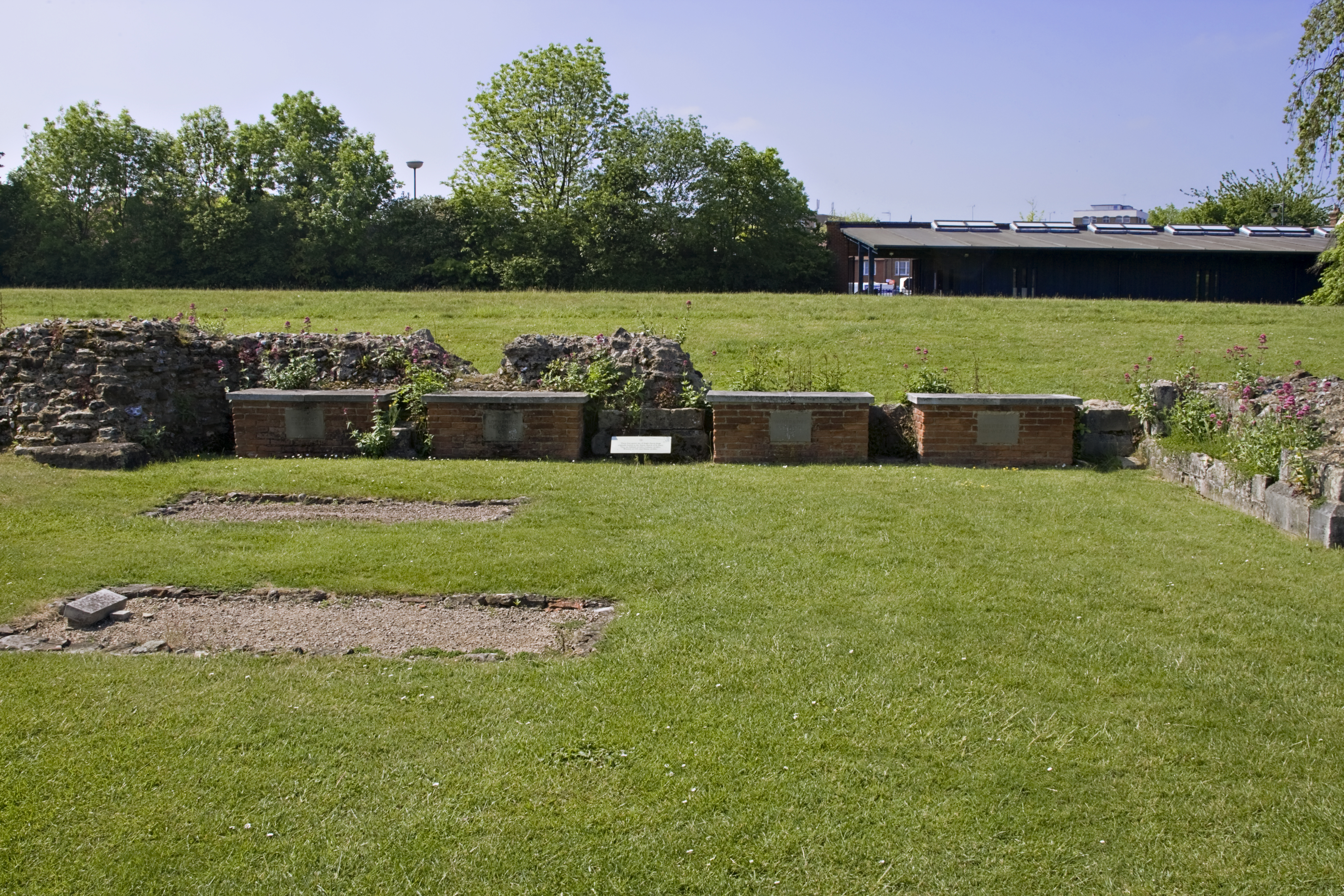
Tomba di Hlothhere del Kent (seconda da sinistra) nell'Abbazia di Sant'Agostino a Canterbury.

Nel 676 il re Æthelred di Mercia invase e devastò il Kent, distruggendo anche chiese e monasteri, come riporta Beda. Hlothhere sopravvisse a questo attacco e sembra che abbia regnato per un periodo con il nipote Eadric, figlio di Ecgberht, come attesta un codice legislativo dal momento che un codice di leggi ancora esistente riporta entrambi i nomi. Nel 685 Eadric andò in esilio e che guidò un esercito del Sussex contro Hlothhere, che fu sconfitto, morendo poi a seguito delle ferite riportate.